# Duncan Keith
Temple de la renommée : 2025
Duncan Keith (né le 16 juillet 1983 à Winnipeg, dans la province du Manitoba au Canada) est un joueur retraité professionnel canadien de hockey sur glace. Il a évolué au poste de défenseur durant 16 ans avec les Blackhawks de Chicago et un an avec les Oilers d'Edmonton dans la Ligue nationale de hockey (LNH).

## Biographie

### Son enfance
Duncan Keith est né le 16 juillet 1983 à Winnipeg au Canada. Il grandit à Fort Frances en Ontario. Étant jeune, il idolâtrait les stars de la LNH tels que Raymond Bourque, Cam Neely et Wayne Gretzky. Son équipe préférée était les Bruins de Boston. À l'âge de 10 ans, il changea de position d'attaquant à défenseur.

### Carrière universitaire et junior

#### Spartans de Michigan State
Keith passe sa carrière universitaire dans la NCAA avec les Spartans de Michigan State. Au terme de sa première année à l'université, les Blackhawks de Chicago le repêchent en 54e position lors du repêchage d'entrée dans la LNH 2002.  

#### Rockets de Kelowna
En décembre 2002, il quitte les Spartans en cours de saison pour se joindre au Rockets de Kelowna de la Ligue de hockey de l'Ouest, ligue junior. Les Rockets remportent la Coupe Ed Chynoweth lors de sa seule saison avec eux. 

### Ligue Nationale de Hockey

#### Blackhawks de Chicago (2005-2021)
La saison suivante marqua son entrée dans le monde professionnel avec les Admirals de Norfolk de la Ligue américaine de hockey. Les Admirals étant le club-école des Blackhawks de Chicago, équipe avec laquelle il réussit à obtenir un poste lors de la saison 2005-2006. 
Le 3 décembre 2009, il accepte un contrat de 13 ans pour 72 millions de dollars, s'agissant du contrat le plus lucratif de l'histoire des Blackhawks. En 2010, il fait partie de l'équipe canadienne de hockey aux Jeux olympiques de Vancouver, avec laquelle il remporte la médaille d'or. La même année, il aide Chicago à remporter la Coupe Stanley face aux Flyers de Philadelphie, 4-2. Il marque un but et six assistances durant ces finales. 
Après deux échecs en 2011 et 2012, il connait à nouveau la joie d'être champion, toujours avec les Blackhawks, en 2013. Chicago dispose des Bruins de Boston 4-2. Duncan réalise deux assistances durant ces finales.
En 2014, il remporte à nouveau l'or pour ses deuxièmes Jeux olympiques avec la sélection canadienne, emmenée par Sidney Crosby et son capitaine en club, Jonathan Toews. Ils battent les Suédois, champions du monde en titre, 3-0.
Le 15 juin 2015, il remporte sa troisième Coupe Stanley avec Chicago et il gagne le trophée Conn-Smythe avec un total de 21 points en 23 parties éliminatoires.

#### Oilers d'Edmonton (2021-2022)
Le 12 juillet 2021, il est échangé avec Tim Söderlund aux Oilers d'Edmonton en échange de Caleb Jones et un choix conditionnel de 3e tour en 2022.
Un an plus tard, le 12 juillet 2022, il prend officiellement sa retraite après une carrière de 17 saisons dans la LNH. Quelques mois plus tard, le 14 octobre 2022, les Oilers l'embauchent pour faire partie du département de développement des joueurs.

### Carrière internationale
Il représente le Canada au niveau international.

## Statistiques

### En club
| Saison     | Équipe                     | Ligue      |       | Saison régulière | Saison régulière | Saison régulière | Saison régulière | Saison régulière |    | Séries éliminatoires | Séries éliminatoires | Séries éliminatoires | Séries éliminatoires | Séries éliminatoires |
| Saison     | Équipe                     | Ligue      | PJ    | B                | A                | Pts              | Pun              | PJ               | B  | A                    | Pts                  | Pun                  |                      |                      |
| 1999-2000  | Predators de Penticton     | BCHL       | 44    | 51               | 57               | 108              | 45               | -                | -  | -                    | -                    | -                    |                      |                      |
| 2000-2001  | Panthers de Penticton      | BCHL       | 60    | 18               | 64               | 82               | 61               | -                | -  | -                    | -                    | -                    |                      |                      |
| 2001-2002  | Spartans de Michigan State | NCAA       | 41    | 3                | 12               | 15               | 18               | -                | -  | -                    | -                    | -                    |                      |                      |
| 2002-2003  | Spartans de Michigan State | NCAA       | 15    | 3                | 6                | 9                | 8                | -                | -  | -                    | -                    | -                    |                      |                      |
| 2002-2003  | Rockets de Kelowna         | LHOu       | 37    | 11               | 35               | 46               | 60               | 19               | 3  | 11                   | 14                   | 12                   |                      |                      |
| 2003-2004  | Admirals de Norfolk        | LAH        | 75    | 7                | 18               | 25               | 44               | 8                | 1  | 1                    | 2                    | 6                    |                      |                      |
| 2004-2005  | Admirals de Norfolk        | LAH        | 79    | 9                | 17               | 26               | 78               | 6                | 0  | 0                    | 0                    | 14                   |                      |                      |
| 2005-2006  | Blackhawks de Chicago      | LNH        | 81    | 9                | 12               | 21               | 79               | -                | -  | -                    | -                    | -                    |                      |                      |
| 2006-2007  | Blackhawks de Chicago      | LNH        | 82    | 2                | 29               | 31               | 76               | -                | -  | -                    | -                    | -                    |                      |                      |
| 2007-2008  | Blackhawks de Chicago      | LNH        | 81    | 12               | 20               | 32               | 56               | -                | -  | -                    | -                    | -                    |                      |                      |
| 2008-2009  | Blackhawks de Chicago      | LNH        | 77    | 8                | 36               | 44               | 60               | 17               | 0  | 6                    | 6                    | 10                   |                      |                      |
| 2009-2010  | Blackhawks de Chicago      | LNH        | 82    | 14               | 55               | 69               | 51               | 22               | 2  | 15                   | 17                   | 10                   |                      |                      |
| 2010-2011  | Blackhawks de Chicago      | LNH        | 82    | 7                | 38               | 45               | 22               | 7                | 4  | 2                    | 6                    | 6                    |                      |                      |
| 2011-2012  | Blackhawks de Chicago      | LNH        | 74    | 4                | 36               | 40               | 42               | 6                | 0  | 1                    | 1                    | 2                    |                      |                      |
| 2012-2013  | Blackhawks de Chicago      | LNH        | 47    | 3                | 24               | 27               | 31               | 22               | 2  | 11                   | 13                   | 18                   |                      |                      |
| 2013-2014  | Blackhawks de Chicago      | LNH        | 79    | 6                | 55               | 61               | 28               | 19               | 4  | 7                    | 11                   | 8                    |                      |                      |
| 2014-2015  | Blackhawks de Chicago      | LNH        | 80    | 10               | 35               | 45               | 20               | 23               | 3  | 18                   | 21                   | 4                    |                      |                      |
| 2015-2016  | Blackhawks de Chicago      | LNH        | 67    | 9                | 34               | 43               | 26               | 6                | 3  | 2                    | 5                    | 2                    |                      |                      |
| 2016-2017  | Blackhawks de Chicago      | LNH        | 80    | 6                | 47               | 53               | 16               | 4                | 0  | 1                    | 1                    | 2                    |                      |                      |
| 2017-2018  | Blackhawks de Chicago      | LNH        | 82    | 2                | 30               | 32               | 28               | -                | -  | -                    | -                    | -                    |                      |                      |
| 2018-2019  | Blackhawks de Chicago      | LNH        | 82    | 6                | 34               | 40               | 70               | -                | -  | -                    | -                    | -                    |                      |                      |
| 2019-2020  | Blackhawks de Chicago      | LNH        | 61    | 3                | 24               | 27               | 18               | 9                | 0  | 5                    | 5                    | 4                    |                      |                      |
| 2020-2021  | Blackhawks de Chicago      | LNH        | 54    | 4                | 11               | 15               | 30               | -                | -  | -                    | -                    | -                    |                      |                      |
| 2021-2022  | Oilers d'Edmonton          | LNH        | 64    | 1                | 20               | 21               | 22               | 16               | 1  | 4                    | 5                    | 4                    |                      |                      |
| Totaux LNH | Totaux LNH                 | Totaux LNH | 1 256 | 106              | 540              | 646              | 675              | 151              | 19 | 72                   | 91                   | 70                   |                      |                      |

### En équipe nationale
| Année | Compétition          |   | PJ | B  | A  | Pts | Pun               |  | Résultat |
| 2008  | Championnat du monde | 9 | 0  | 2  | 2  | 6   | Médaille d'argent |  |          |
| 2010  | Jeux olympiques      | 7 | 0  | 6  | 6  | 2   | Médaille d'or     |  |          |
| 2012  | Championnat du monde | 8 | 1  | 10 | 11 | 0   | Cinquième place   |  |          |
| 2014  | Jeux olympiques      | 6 | 0  | 1  | 1  | 4   | Médaille d'or     |  |          |

## Trophées et honneurs personnels

### Ligue de hockey de la Colombie-Britannique
- 2000-2001 : 
  - élu meilleur défenseur
  - sélectionné dans la première équipe d'étoiles

### Ligue nationale de hockey
- 2007-2008 : participe au 56e Match des étoiles de la LNH (1)
- 2009-2010 : 
  - vainqueur du trophée James-Norris remis au défenseur par excellence de la LNH (1)
  - sélectionné dans la première équipe d'étoiles
  - vainqueur de la coupe Stanley avec les Blackhawks de Chicago (1)
- 2010-2011 : participe au 58e Match des étoiles de la LNH (2)
- 2012-2013 : vainqueur de la coupe Stanley avec les Blackhawks de Chicago (2)
- 2013-2014 : vainqueur du trophée James-Norris (2)
- 2014-2015 : 
  - participe au 60e Match des étoiles de la LNH (3)
  - vainqueur de la coupe Stanley avec les Blackhawks de Chicago (3)
  - vainqueur du trophée Conn-Smythe remis au meilleur joueur des séries éliminatoires
- 2016-2017 :
  - participe au 62e Match des étoiles de la LNH (4)
  - nommé dans la deuxième équipe d'étoiles de la LNH[11]
  - nommé parmi les 100 plus grands joueurs de la LNH à l'occasion du centenaire de la ligue[12]